# Zoológico Matecaña
El zoológico Matecaña fue un zoológico de Pereira (Colombia).
El 26 de enero de 1951, la Sociedad de Mejoras Públicas de Pereira compró mediante gestión propia las 17 hectáreas de terreno de la finca Matecaña. Su objetivo inicial era construir un estadio de fútbol, pero el terreno no fue considerado útil para esto, y se decidió destinarlo a jardín botánico y de juegos infantiles. A fines del año 2016 se trasladó a nuevas hectáreas, ahora es llamado Bioparque Ukumarí
Llegó a contar con una colección de 800 individuos de 150 especies diferentes, entre aves, mamíferos y reptiles de América, África, y Asia, además de algunos animales endémicos. En el jardín hay además una gran diversidad de flora endémica y nativa de la zona.

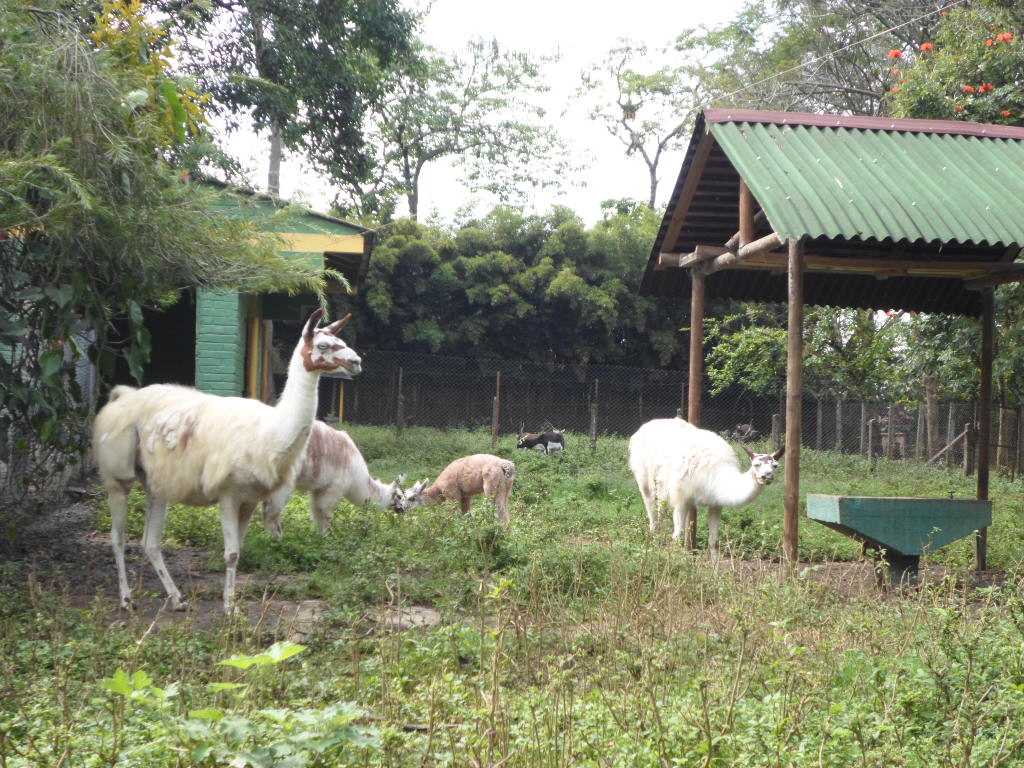
Llamas en el Zoológico Matecaña (Pereira)

## Historia
- En 1959 se construyeron las primeras jaulas seguras para alojar a los pocos animales existentes, se oficializó el proyecto zoológico y se autorizó la adquisición de animales. En 1961 se dio la certeza cronológica de su fundación y se abrió un rubro en el presupuesto para alimentación, mantenimiento y manejo de los animales como cóndores (Vultur gryphus), tigres de Bengala (Panthera tigris tigris), Águilas y Flamencos de la costa Atlántica Colombiana.

- En 1968 se recibió la visita de altas personalidades de la República Mexicana y contactan este zoológico con el de Chapultepec. Así se adquirieron animales como un elefante asiático, una cebra (macho), dos hipopótamos, babuinos sagrados (Papio hamadryas) y antílopes sables, ampliándose la colección.

- Su colección se mantuvo de manera general hasta 1993 cuando llegan en comodato algunos animales de la fauna africana procedentes de la hacienda Nápoles.

- En 1999 se establece el departamento educativo con el fin de coordinar programas de educación ambiental orientados a la conservación de la biodiversidad de Colombia y la importancia de todas las especies de fauna flora silvestre.

- Entre 2014 y 2015 el zoológico es cerrado y remplazado por el bioparque Ukumarí

## Cierre e inauguración del Bioparque Ukumari

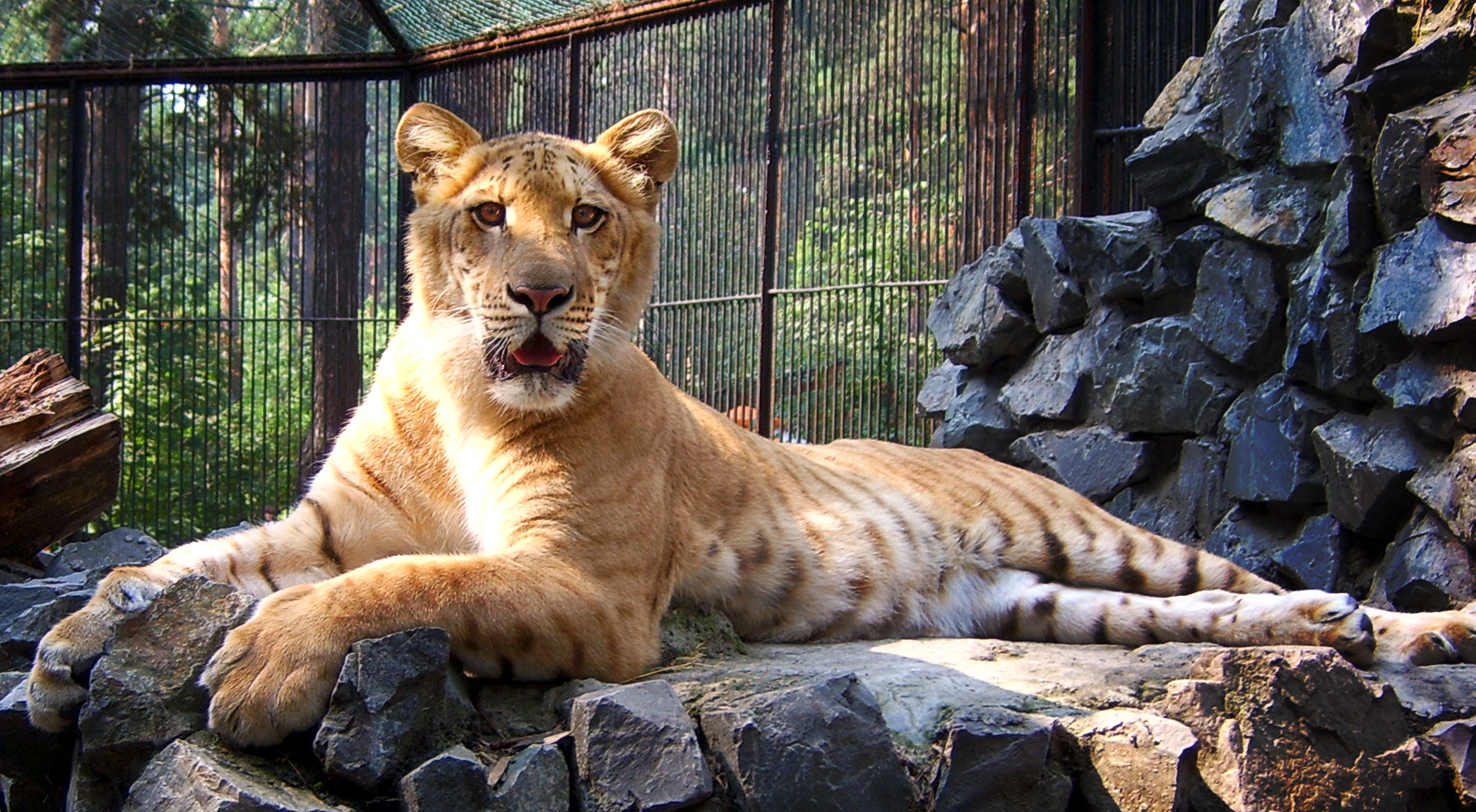
El ligre es el híbrido producto del cruce entre un león y una tigresa. El Zoológico Matecaña contaba con animales de esta especie híbrida.

El Zoológico Matecaña cerró oficialmente sus puertas el 30 de abril de 2015 debido a la venta de su colección al Bioparque Ukumarí por 12.500 millones de pesos colombianos.El Bioparque Ukumari abrió oficialmente sus puertas el 30 de junio de 2015.

## Instalaciones
- Serpentario
- Clínica
- Hogar de Paso
- Aviario
- Museo de Ciencias Naturales
- Lago
- Departamento Educativo (Guías del Zoológico)